# Vámpírnaplók (2. évad)
Jelen szócikk a Vámpírnaplók című amerikai fantasty sorozat második évadjának adatlapja. Az évad 2010. szeptember 9-től 2011. május 12-ig futott az Amerikai Egyesült Államokban.
A sorozat óriási sikere miatt a The CW már megrendelte 2010 őszére a második évadot is, melyben még több izgalom és titok vár ránk.
| Hivatalos epizódcím | Hivatalos premier    | Hivatalos magyar cím      | Hivatalos magyar premier | Epizód # |
| --- | -------------------- | ------------------------- | ------------------------ | -------- |
| The Return | 2010. szeptember 10. | Visszatérés               | 2011. június 24.         | 2x01     |
| |                      |                           |                          |          |
| Brave New World | 2010. szeptember 17. | Szép új világ             | 2011. július 1.          | 2x02     |
| |                      |                           |                          |          |
| Bad Moon Rising | 2010. szeptember 24. | Holdtölte                 | 2011. július 8.          | 2x03     |
| |                      |                           |                          |          |
| Memory Lane | 2010. szeptember 30. | Keserédes emlékek         | 2011. július 15.         | 2x04     |
| |                      |                           |                          |          |
| Kill or Be Killed | 2010. október 7.     | Ölve vagy halva           | 2011. július 22.         | 2x05     |
| |                      |                           |                          |          |
| Plan B | 2010. október 21.    | B-terv                    | 2011. július 29.         | 2x06     |
| |                      |                           |                          |          |
| Masquarade | 2010. október 28.    | Álarcosbál                | 2011. augusztus 5.       | 2x07     |
| |                      |                           |                          |          |
| Rose | 2010. november 4.    | Rose                      | 2011. augusztus 12.      | 2x08     |
| Stefan és Damon Elena elrablóinak nyomába ered. Az Elenát foglyul ejtő, több száz éves vámpírok elmagyarázzák, hogy a Katherine és Elena közti hasonlóság korántsem véletlen, és fontosabb szerepet játszik, mint azt bárki is gondolta volna. Rose azt is elárulja, hogy kik az ősi vámpírok, és miért fenyegeti Elena életét komoly veszély. |                      |                           |                          |          |
| Katerina | 2010. november 11.   | Ötszáz év menekülés       | 2011. augusztus 19.      | 2x09     |
| Kiderül, hogy Katherine hogyan vált vámpírrá, és hogy miért kell menekülnie immár ötszáz esztendeje. |                      |                           |                          |          |
| The Sacrifice | 2010. december 2.    | Az áldozat                | 2011. augusztus 26.      | 2x10     |
| |                      |                           |                          |          |
| By the Light of the Moon | 2010. december 9.    | Holdfény                  | 2011. szeptember 5.      | 2x11     |
| |                      |                           |                          |          |
| The Descent | 2011. január 27.     | A lejtő                   | 2011. szeptember 9.      | 2x12     |
| |                      |                           |                          |          |
| Daddy Issues | 2011. február 3.     | Vérrokonság               | 2011. szeptember 16.     | 2x13     |
| |                      |                           |                          |          |
| Crying Wolf | 2011. február 10.    | Farkasüvöltés             | 2011. szeptember 23.     | 2x14     |
| |                      |                           |                          |          |
| The Dinner Party | 2011. február 17.    | Az utolsó vacsora         | 2011. október 5.         | 2x15     |
| |                      |                           |                          |          |
| The House Guest | 2011. február 24.    | A ház vendége             | 2011. október 12.        | 2x16     |
| |                      |                           |                          |          |
| Know Thy Enemy | 2011. április 7.     | Ismerd meg az ellenséged! | 2011. október 19.        | 2x17     |
| |                      |                           |                          |          |
| The Last Dance | 2011. április 14.    | Az utolsó tánc            | 2011. október 26.        | 2x18     |
| |                      |                           |                          |          |
| Klaus | 2011. április 21.    | Klaus                     | 2011. november 2.        | 2x19     |
| |                      |                           |                          |          |
| The Last Day | 2011. április 28.    | Az utolsó nap             | 2011. november 9.        | 2x20     |
| |                      |                           |                          |          |
| The Sun Also Rises | 2011. május 5.       | A nap is felragyog        | 2011. november 16.       | 2x21     |
| |                      |                           |                          |          |
| As I Lay Dying | 2011. május 12.      | Gyilkos harapás           | 2011. november 23.       | 2x22     |
| |                      |                           |                          |          |